# Eneas Perdomo
Eneas Perdomo (11 de julho de 1930 - 25 de fevereiro de 2011) foi um cantor popular venezuelano. Ele foi um dos mais reconhecidos cantores e compositores do gênero Joropo.